# Corpman (krater)
Corpman är en nedslagskrater med en diameter på 46 kilometer, på planeten Venus. Corpman har fått sitt namn efter den tyska astronomen Elisabetha Hevelius.